# Nissi Beach
Nissi beach är en strand på Cypern.

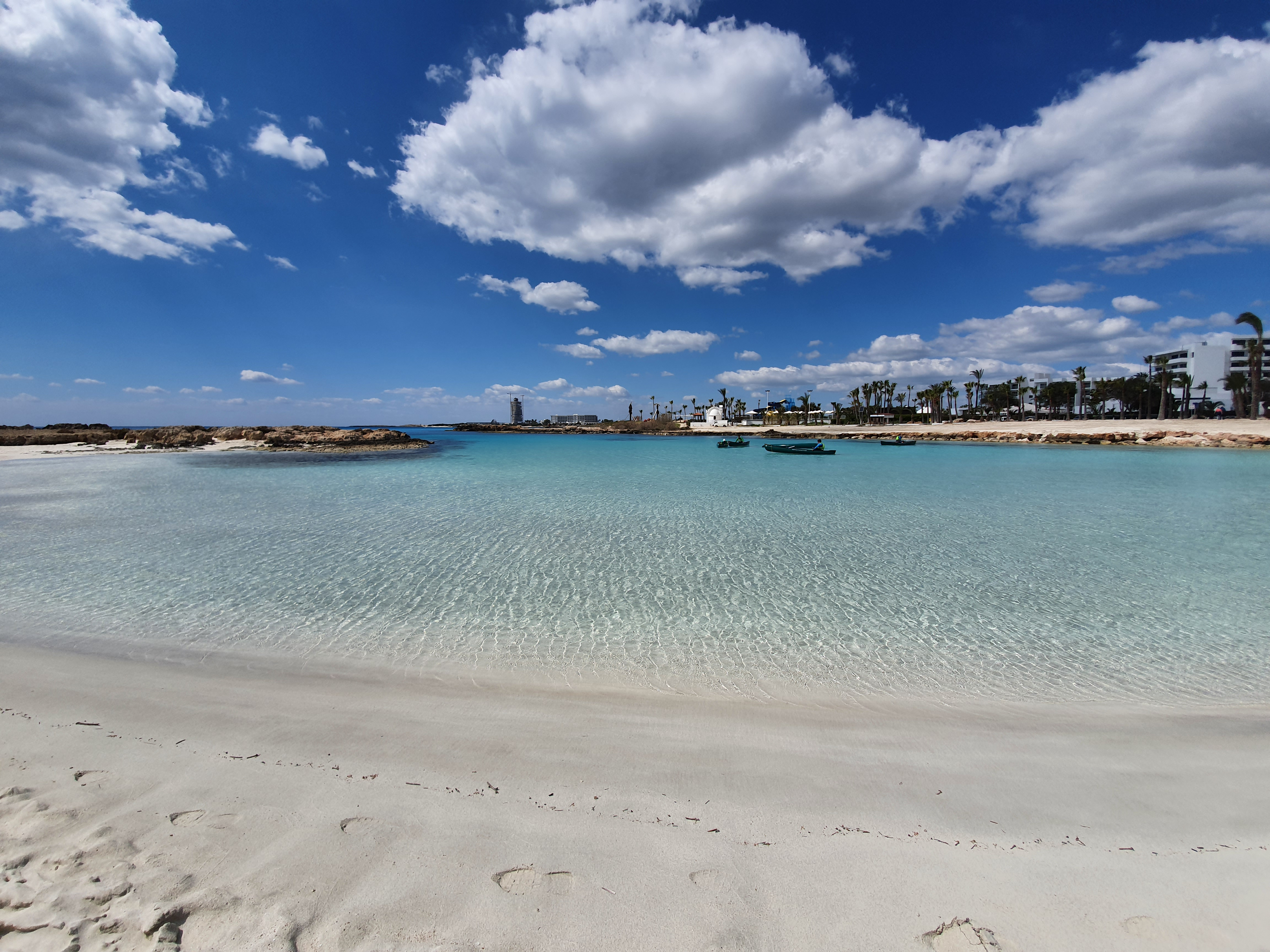

Stranden ligger ungefär tre kilometer från centrala Ayia Napa på östra delen av ön. Namnet kommer från grekiskans nissi som betyder "liten ö", efter den lilla ö som ligger precis utanför stranden. Närmare Ayia Napa ligger stränderna Sandy Bay och Grecian Bay.